# Aristida longiseta
Aristida longiseta är en gräsart som beskrevs av Ernst Gottlieb von Steudel. Aristida longiseta ingår i släktet Aristida och familjen gräs. Inga underarter finns listade i Catalogue of Life.